# Aracely Leuquén
Aracely Andrea Leuquén Uribe (Coyhaique, Chile, 24 de noviembre de 1980) es una asistente social y política de derecha chilena de origen huilliche, miembro del partido Renovación Nacional (RN).

## Biografía
Nació el 24 de noviembre de 1980, en Coyhaique. Hija de Aurelio Leuquén Andrade, dirigente social del Partido Demócrata Cristiano y exconcejal por la comuna de Coyhaique, y de María Gloria Uribe Mayorga.
Realizó sus estudios primarios y secundarios en el Liceo Josefina Aguirre Montenegro, en la ciudad de Coyhaique. Realizó sus estudios superiores en el Instituto Profesional INACAP, titulándose de Asistente Social en julio de 2005.
En octubre de 2019, la parlamentaria se negó a pagar la cuenta en un bar, acusando el robo de su cartera. Tras esto, tomó del pelo a una empleada e intentó introducir una boleta en su boca. Todo esto en estado de ebriedad y en horario laboral.
En enero de 2020 el Pleno de la Corte de Apelaciones de Santiago acogió a tramitación la solicitud de desafuero presentada en contra de la diputada RN, luego que protagonizó el escándalo -en evidente estado de ebriedad- en un bar de la zona oriente, donde agredió a una de las empleadas.
La decisión adoptada el 23 de enero pasado de manera unánime, fue confirmada a la Unidad de la Investigación de Radio Bío Bío por el abogado Gonzalo Bulnes, patrocinante de Katherine Contreras, la joven atacada por la parlamentaria, quien la tomó del pelo sin soltarla, metió en su boca la boleta de consumo, acusándola de robar su cartera, hecho que resultó ser falso.
En noviembre de 2020, Leuquén revela que padece de cáncer de mama que le fue diagnosticado hace un tiempo.

### Carrera política
Se desempeñó como funcionaria en el Servicio Nacional de la Mujer (Sernam), los años 2013 y 2014, en la Región de Aysén.
En 1998 ingresó a militar al partido Renovación Nacional. Fue presidenta regional de su partido por dos periodos consecutivos.
En las elecciones municipales de 2008 fue elegida concejala por la comuna de Coyhaique, obteniendo 2.538 votos equivalentes al 13,10% de los sufragios válidamente emitidos.
En las elecciones municipales de 2012 fue reelegida como concejala de la comuna de Coyhaique, con 1.287 votos equivalentes al 7,24% de los sufragios. Ejerció el cargo hasta 2016.
En las elecciones parlamentarias de 2017 fue elegida diputada de RN por el 27º Distrito (Aysén, Chile Chico, Cisnes, Cochrane, Coyhaique, Guaitecas, Lago Verde, O’Higgins, Río Ibáñez, Tortel), XI Región de Aysén del General Carlos Ibáñez del Campo, por el período 2018-2022. Obtuvo 3.925 votos, correspondientes a un 10,32% del total de sufragios válidamente emitidos.
Preside la Comisión Permanente de Zonas Extremas y Antártica Chilena. Integra la Comisión Permanente de Recursos Hídricos y Desertificación.
Mientras se encontraba en estado de ebriedad agredió a una trabajadora de un bar y por este hecho fue desaforada de su cargo y enfrentará a la justicia sin fuero parlamentario.
Leuquén está en contra del matrimonio homosexual y del aborto, y también los movimientos populistas ("No me gustan los discursos populistas, creo en la honestidad en la política"). No se postuló para la reelección en 2021.

## Historial electoral

### Elecciones Municipales de 2008
- Elecciones municipales de 2008[7]

(Se consideran sólo candidatos con sobre el 3% de votos y candidatos electos como concejales, de un total de 30 candidatos)

### Elecciones Municipales de 2012
- Elecciones municipales de 2012[8]

(Se consideran sólo candidatos con sobre el 4% de votos y candidatos electos como concejales, de un total de 30 candidatos)

### Elecciones parlamentarias de 2017
- Elecciones parlamentarias de 2017 a diputado por el distrito 27 (Aysén, Chile Chico, Cisnes, Cochrane, Coyhaique, Guaitecas, Lago Verde, O'Higgins, Río Ibáñez y Tortel)[9]